# Генбачёв, Юрий Борисович
Юрий Борисович Генбачёв (12 октября 1941, Карасук, Новосибирская область – 31 декабря 2017, Москва) – советский и российский музыкант-перкуссионист, барабанщик первых составов ВИА «Самоцветы» и ВИА «Пламя», а также участник известных джазовых и эстрадных ансамблей и оркестров.

## Биография
Юрий Борисович Генбачёв родился в городе Карасук, Новосибирской области 12 октября 1941 года в семье летчика-испытателя Бориса Николаевича Генбачева  и бухгалтера Тамары Николаевны Генбачевой. Вырос в Днепропетровске (Украинская ССР), ударные инструменты освоил самостоятельно.
На джазовой сцене Юрий Генбачёв дебютировал в Днепропетровских оркестрах и ансамблях, стал участником созданного в городе одного их первых джаз-клубов СССР. В 1964 году переезжает в город Тулу и после работы в нескольких малых группах становится барабанщиком в биг-бэнде Анатолия Кролла (Приокском джаз-оркестре).
К всесоюзной известности Юрия Генбачева привело выступление в мае 1967 году на международном Таллинском джаз-фестивале в составе квартета (официально ансамбля солистов Тульского биг-бэнда), во главе которого был пианист Анатолий Кролл. С оркестром Кролла он продолжает выступать как барабанщик до 1969 года.
С 1969 он – барабанщик в оркестре Олега Лундстрема и совмещает свое участие в одном из лучших тогда в стране Днепропетровском биг-бэнде ЗКЛ-69 п/у Владимира Марховского.
В начале 1970-х годов Юрий Генбачёв работает в Москве в трио с пианистом Виктором Прудовским и контрабасистом Андреем Егоровым.
Затем начинается период работы на большой эстраде: в 1972-1975 годах Юрий Генбачёв играет на ударных инструментах в ВИА «Самоцветы», в 1975 вместе с большинством музыкантов ансамбля переходит в ВИА «Пламя», в котором проработал до 1977 года.
Следующий этап работы на джазовой сцене начинается в 1977 году, когда Генбачёв входит в состав трио пианиста-виртуоза Леонида Чижика. С ним он выступает на международных джаз-фестивалях в Варшаве и Будапеште, а также гастролирует во многих городах СССР. 
В 1978 году Юрий Генбачёв становится перкуссионистом самого в то время творчески передового джаз-ансамбля страны «Аллегро» под руководством пианиста и композитора Николая Левиновского и работает в нем до его распада в 1989 году.
В 1990-х Юрий Генбачёв активно сотрудничает со многими известными котором российскими эстрадными музыкантами: Александром Буйновым, Юрием Антоновым, Вячеславом Добрыниным, Аркадием Укупником, Леонидом Агутиным, Анжеликой Варум и многими др. Играет он также в составе группы «Квартал», потом Юрий Генбачёв возвращается и продолжает играть в биг-бэнде Анатолия Кролла (1995–1999).
В 2000-2004 годах играл в группе «Транс Атлантик». Также работал в джазовом биг-бэнде «JVLBand» и джазовом трио Бориса Прусакова.
В 2005–2010 годах – участник джазового ансамбля «Мелодия» п/у Георгия Гараняна.
С 2003 по 2015 годы – постоянный участник концертов абонемента «Симфо-джаз братьев Ивановых» (абонемент в Московской Академической филармонии «Симфо-джаз братьев Ивановых» входит в число самых посещаемых концертов в столице).
Также Юрий Генбачёв работал в проектах с известными оркестрами: Государственный камерный оркестр «Виртуозы Москвы» п/у В. Спивакова, Государственный симфонический оркестр «Новая Россия» п/у Ю. Башмета, Центральный оркестр Министерства Обороны РФ, Большой симфонический оркестр им. П. И. Чайковского, Оркестр государственного Эрмитажа «Санкт-Петербург Камерата», Московский камерный оркестр «MusicaViva» п/у А. Рудина, эстрадный оркестр Сергея Мазаева и многими другими.
Скончался Юрий Генбачёв 31 декабря 2017 года в  Москве. Прощание состоялось  5 января 2018 году в Ритуальном зале ЦКБ в Крылатском. Похоронен на Троекуровском кладбище.

## Личная жизнь
Юрий Генбачёв на момент смерти был в разводе.
Был женат трижды:
- первая жена — Светлана Резанова;
- второй жена — Татьяна Гребенщикова;
- третья жена — Марина Казакова.

Дети:
- Дарья Генбачёва;
- Юрий Генбачёв.